# Sagenista
Sagenista é um agrupamento taxonómico monofilético de organismos heterocontes que inclui os Labyrinthuleas e os Eogyrea, clados de protistas (Chromalveolata) incluídos entre os Bigyra. Originalmente o grupo continha os Labyrinthulea e os bicosoecídeos, mas na sua presente circunscrição taxonómica este último grupo foi substituído pelos Eogyrea para tornar o agrupamento monofilético.

## Descrição
Os membros do agrupamento Sagenista apresentam um tipo específico de organelo designado por botrossoma (ou sagenogenetossoma) que lhes permite movimentar-se no seu habitat, em geral os ambientes marinhos ricos em algas e ervas marinhas. Devido à presença desses organelos, estes organismos são capazes de excretar uma rede exoplasmática de filamentos sobre as qual as células deslizam. Esses filamentos microscópicos fornecem uma rede sobre a qual as células viajam para maximizar a sua capacidade de absorver nutrientes do ambiente circundante.
Estes organismos são maioritariamente decompositores, vivendo sobre as algas e ervas marinhas mortas, embora exista incerteza sobre a presença em algumas espécies de Sagenista de um pigmento fotossintético designado por clorofila c.
Algumas espécies do grupo Sagenista são cultivadas para a produção activa de ácidos gordos do tipo ómega-3, que são utilizados como aditivo aprovado para alimentação animal.
De entre os membros do agrupamento Sagenista o táxon maior e mais conhecido é composto pelos Labyrinthulea (ou Labyrinthulomycetes), caracterizados por possuírem um botrossoma bem desenvolvido. Este táxon está a ser estudado pelo sua natureza patogénica em ambientes marinhos, já que se suspeita que destrua algumas espécies constituintes de prados marinhos.